# Digitale Dörfer
Digitale Dörfer ist ein Leuchtturmprojekt des Fraunhofer IESE. Seit 2015 werden in diesem Projekt die Herausforderungen und Chancen der Digitalisierung im ländlichen Raum untersucht und Lösungen und Apps entwickelt.
Von 2015 bis 2016 lief die erste Phase des Projekts in den Modellgemeinden Betzdorf-Gebhardshain, Eisenberg und Göllheim in Rheinland-Pfalz, gefördert mit 5 Millionen Euro vom Innenministerium. Die erste Phase umfasste die Apps BestellBar und LieferBar. Die zweite Projektphase von 2017 bis 2020 erweiterte das Angebot um DorfNews und DorfFunk. Mittlerweile sind 85 Kommunen mit 810 Ortsteilen im gesamten Bundesgebiet beteiligt.
Ziel der Initiative ist es, Resilienz und Gemeinschaft zu fördern und damit die Lebensqualität in ländlichen Gebieten zu verbessern. Die Förderung aus öffentlichen Mitteln erlaubt ein werbefreies Angebot der Apps.
Die DorfPage und die DorfFunk-App der Gemeinde Westerwiehe wurde mit dem 2. Preis beim Heimatpreis der Stadt Rietberg ausgezeichnet.

## Apps
Das Projekt Digitale Dörfer bietet verschiedene Apps an. Über die Nutzung der Apps für eine Gemeinde entscheiden oft Gemeinderat und Bürger gemeinsam.
- BestellBar: ein Online-Marktplatz für regionale Händler. Es kann zur Abholung oder zur Lieferung bestellt werden.
- LieferBar: Freiwillige und Nachbarn können hier Pakete aus der BestellBar sehen und auf ihren Wegen mitnehmen.
- DorfNews: Nachrichten aus der Gemeinde an die Bürger
- DorfFunk: Austausch und Gespräche der Bürgerinnen und Bürger untereinander. Hier können auch Waren und Hilfeleistungen von Privat gesucht und angeboten werden.

Austausch und Hilfsangebote erfuhren einen ungeplanten Boom während der Covid19-Pandemie. Nachbarschaftshilfe und Lieferungen für Personen in Quarantäne konnten darüber unkompliziert organisiert werden.